# Banished
Banished è un videogioco indie di simulazione e gestione di città, sviluppato da Shining Rock Software e pubblicato nel 2014. Il gioco è ambientato in un contesto medievale e si concentra sulla sopravvivenza di un piccolo gruppo di coloni in un ambiente difficile, dove il giocatore deve gestire risorse limitate, crescita della popolazione e condizioni climatiche ostili.

## Gameplay
In Banished il giocatore guida la crescita di un insediamento medievale isolato, dove bisogna raccogliere risorse naturali come legname, cibo e materiali da costruzione. La gestione della popolazione è molto importante: gli abitanti devono essere tenuti in salute, alimentati e protetti dal freddo, per permettere la riproduzione e l’espansione del villaggio. Il gioco non ha una modalità campagna: ogni partita inizia con una mappa generata casualmente e tutte le costruzioni e tecnologie sono subito disponibili. La difficoltà sta nel bilanciare la produzione di risorse e il fabbisogno della popolazione, che può facilmente morire di fame, malattie o per il freddo. Il giocatore deve assegnare manualmente i lavoratori a diversi lavori come agricoltura, pesca, caccia, raccolta, taglio della legna e costruzione. Gestire il personale è complicato, perché ogni ruolo è necessario per la sopravvivenza e la crescita. La crescita della popolazione, anche se desiderabile, aumenta la richiesta di risorse, creando un circolo difficile da gestire.

## Accoglienza
La critica ha visto Banished come un titolo originale tra i city builder, soprattutto per il suo focus sulla sopravvivenza e la gestione severa delle risorse. Alec Meer di Rock Paper Shotgun ha sottolineato come il gioco sia molto impegnativo e punitivo, senza momenti di pausa o gioia, e concentrato sul continuo bilanciamento dei numeri. Meer ha anche criticato l’interfaccia, definita semplice ma poco chiara, che costringe il giocatore a stare sempre attento a dati numerici e statistiche per capire lo stato degli abitanti e delle risorse. La mancanza di notifiche complete e il fatto che bisogna sostituire i lavoratori a mano sono stati segnalati come elementi che aumentano la difficoltà e la complessità del gioco. Nonostante le difficoltà e le critiche, Banished è stato apprezzato per la sua purezza tematica, dedicata a sopravvivere più che a espandersi o conquistare, e ha conquistato un gruppo di giocatori appassionati.